# Johann Christian Wernsdorf I.
Johann Christian Wernsdorf I. (* 6. November 1723 in Wittenberg; † 25. August 1793 in Helmstedt) war ein deutscher Schriftsteller, Dichter und Rhetoriker.

## Leben
Geboren als Sohn Gottlieb Wernsdorf des Älteren und seiner Frau Magaretha Katharina (geb. Nitsch), verlor er seinen Vater im frühen Kindesalter. Daher war für ihn seine Mutter die Bezugsperson, die seine Entwicklung zunächst durch Privatlehrer, dann später beim Besuch der Wittenberger Lateinschule förderte und ihn an das kurfürstliche Gymnasium 1735 nach Schulpforte schickte. 
Hier wurde er besonders von Friedrich Gotthilf Freitag gefördert und erlangte auch Einsicht in die griechischen und römischen Schriftsteller. Besonders zogen ihn aber die deutsche und lateinische Prosa an und er verfasste eigene erste lateinische Verse. Am 4. Oktober 1741 immatrikulierte er sich an der Universität Wittenberg, wo er, nach dem Erwerb des philosophischen Magistergrades am 30. April 1744, im darauf folgenden Jahr am 17. Oktober 1745 als Magister legens die Lehrerlaubnis erwarb. 
Er hielt während dieser Zeit an der philosophischen Fakultät Vorlesungen und wurde am 9. Juli 1750 als Adjunkt an der philosophischen Fakultät aufgenommen. Während dieser Zeit unternahm er wie damals üblich eine Bildungsreise und kehrte am 4. Oktober 1791 zurück in sein Amt als Adjunkt. Auf Betreiben Johann Gottlob Carpzovs wurde er von Karl I. von Braunschweig-Wolfenbüttel im Herbst 1752 an die Universität Helmstedt berufen, wo er als Professor der Rhetorik und Poesie bis an sein Lebensende blieb.
Angekommen in Helmstedt bot sich ihm kein günstiges Umfeld. Da mit der Gründung der Georg-August-Universität Göttingen ein großer Schwund an Studenten einhergegangen war, lagen die Vorlesungen zu den Altertumswissenschaften danieder, Griechisch wurde nur noch in Verbindung mit Theologie gehört und der lateinische Unterricht wurde noch als Gelehrtensprache frequentiert. 
Indessen trat er durch seine literarischen Schriften in Erscheinung, die viel Ansehen fanden. Da er jahrelang die Helmstedter Vorlesungen begleitet hatte, liegen heute viele Gedichte, Reden und Dissertationen von ihm vor. Sein Hauptwerk ist eine Ausgabe der Poetae latini minores. Das Werk war auf sieben Bände angelegt. Die ersten fünf Bände publizierte Wernsdorf selbst (Altenburg, 1780–1788, Helmstedt 1791), ein sechster Band wurde nach seinem Tod von seinem Sohn herausgegeben (Helmstedt, 1799). Der siebte Band blieb ungedruckt.
1779 wurde er Mitglied der herzoglichen Schulkommission und hatte damit die Aufsicht über das philologisch-pädagogische Seminar und Pädagogium. Für sein Wirken bekam er 1780 das Amt eines braunschweigisch-lüneburgischen Hofrats übertragen. Er hatte eine Tochter Luise (verheiratet mit Karl Ludwig Nitzsch) und einen Sohn Christian Gottlieb Wernsdorf.